# 15-idrossiprostaglandina deidrogenasi (NADP+)
La 15-idrossiprostaglandina deidrogenasi (NADP+) è un enzima appartenente alla classe delle ossidoreduttasi, che catalizza la seguente reazione:
(13E)-(15S)-11α,15-diidrossi-9-ossoprost-13-enoato + NADP+ ⇄ (13E)-11α-idrossi-9,15-diossoprost-13-enoato + NADPH + H+
L'enzima opera sulle prostaglandine E2, F2α e B1, ma non sulla prostaglandina D2